# سیمون کیربی
سیمون کیربی (انگلیسی: Simone Kirby؛ زادهٔ) بازیگر اهل جمهوری ایرلند است.
از فیلم‌ها یا برنامه‌های تلویزیونی که وی در آن نقش داشته‌است می‌توان به فصل جادوگری، تالار جیمی، انگلستان مال من است و آلیس آنسوی آینه اشاره کرد.